# Mémorial du rocher de Vivekananda
Le mémorial du rocher de Vivekananda (en tamoul விவேகானந்தர் பாறை (vivēkāṉantar niṉaivu maṇṭapam), en malayalam വിവേകാനന്ദപ്പാറ (vivēkānandappāṟa), en hindi विवेकानन्द स्मारक शिला (vivēkānand smārak śilā)) est un monument d'Inde situé sur un îlot rocheux à proximité immédiate du cap Comorin, l'extrémité méridionale de la partie continentale de l'Inde dans l'État du Tamil Nadu. Avec la statue de Thiruvalluvar située sur un autre îlot tout proche, il constitue un important lieu touristique et de pèlerinage. Il est construit en 1970 en l'honneur de Vivekananda, philosophe indien de l'hindouisme ayant vécu au XIXe siècle.

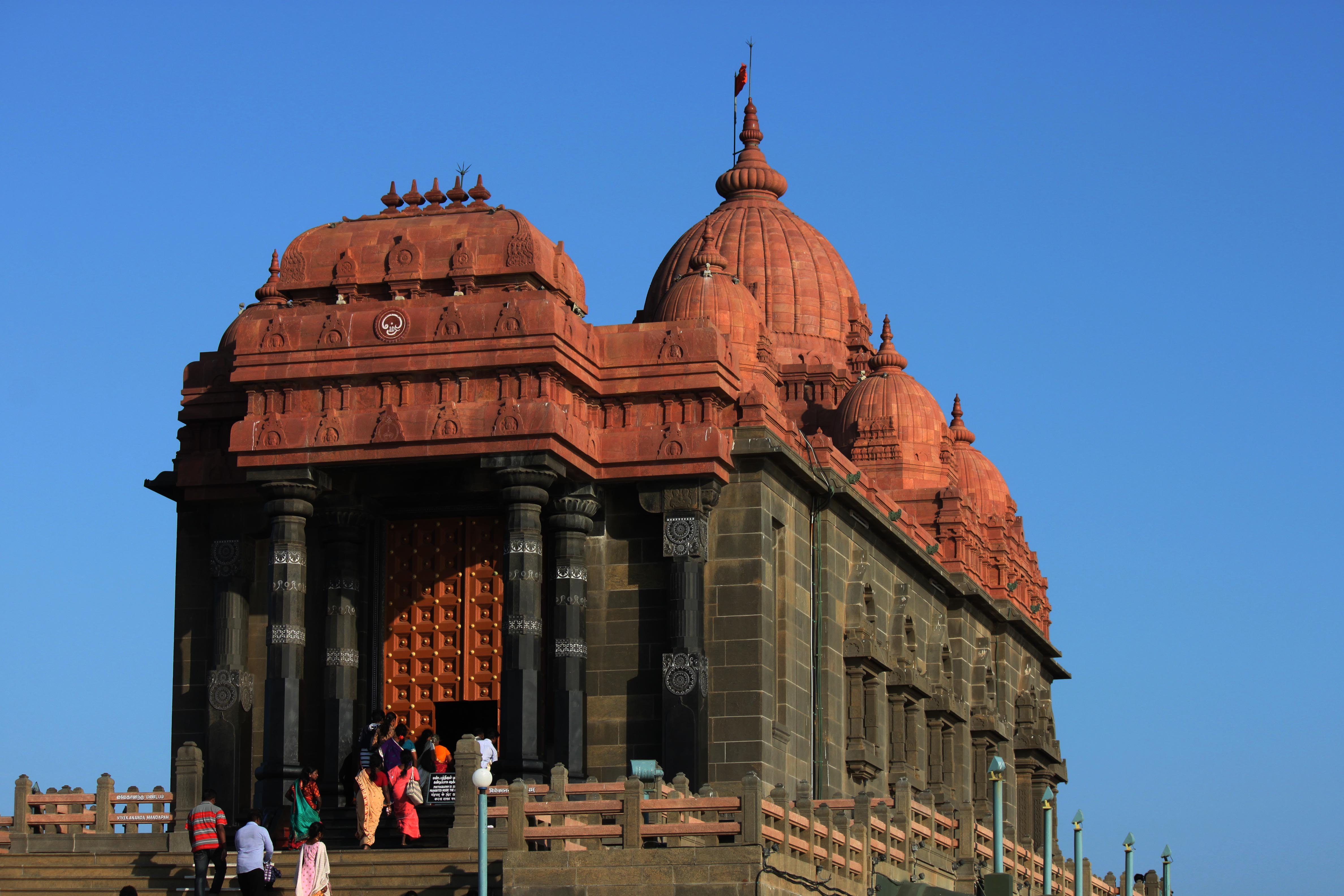
Vue du bâtiment principal du mémorial du rocher de Vivekananda.

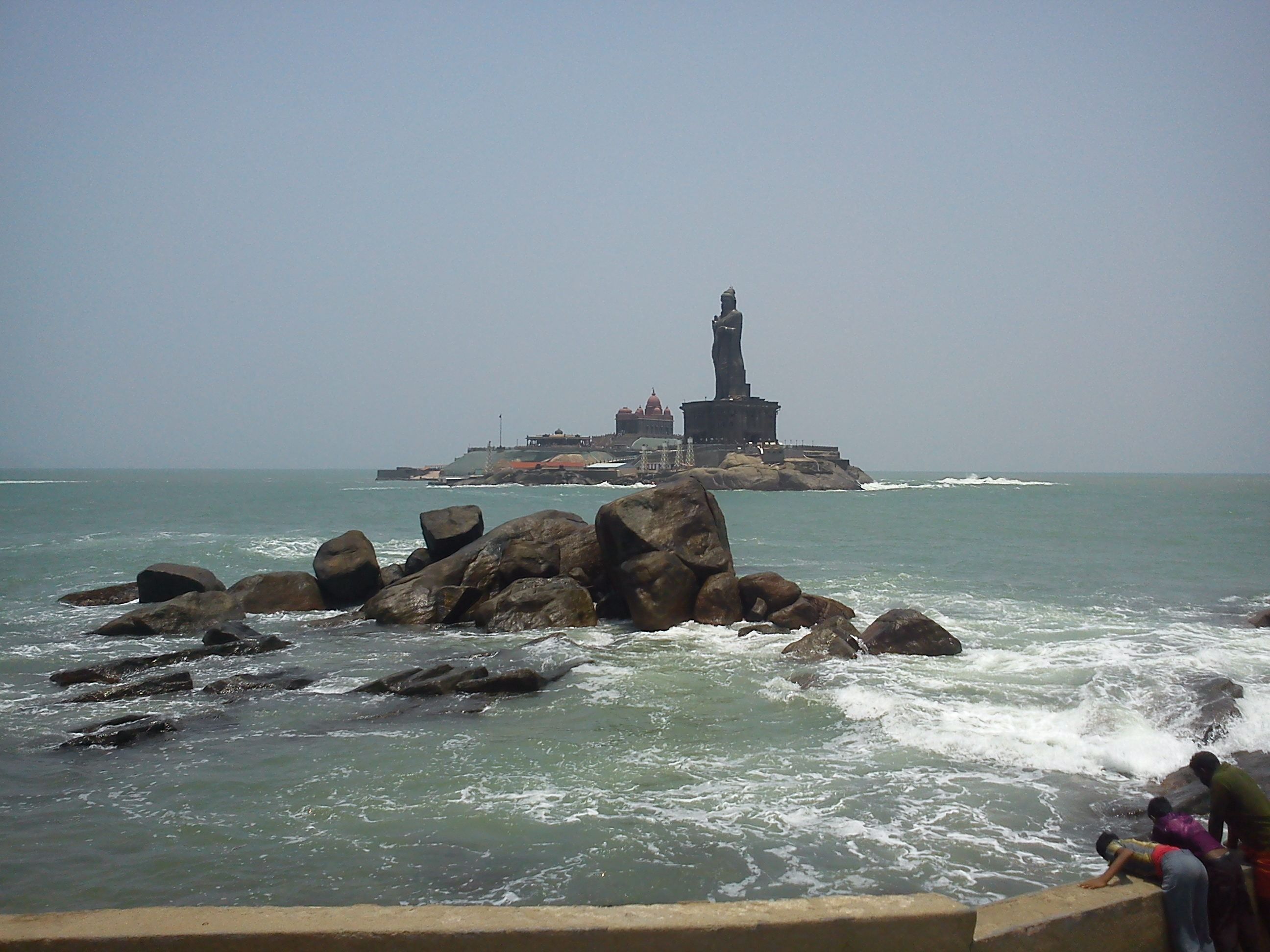
Vue du mémorial du rocher de Vivekananda (à gauche) et de la statue de Thiruvalluvar (à droite) depuis la ville de Kânyâkumârî.